# Condado de Alexander (Carolina del Norte)
El condado de Alexander (en inglés: Alexander County, North Carolina), fundado en 1847, es uno de los 100 condados del estado estadounidense de Carolina del Norte. En el año 2000 tenía una población de 33 603 habitantes con densidad poblacional de 50 personas por km². La sede del condado es Taylorsville.

## Ley y el gobierno
El Condado de Alexander es miembro de la región Piamonte Occidental del Consejo de los gobiernos.

## Geografía
Según la Oficina del Censo, el condado tiene un área total de 681 km² (262,9 mi²), de la cual 673 km² (259,8 mi²) es tierra y 8 km² (3,1 mi²) es agua.

### Municipios
El condado se divide en ocho municipios: Municipio de Ellendale, Municipio de Millers, Municipio de Gwaltneys, Municipio de Little River, Municipio de Sharpes, Municipio de Sugar Loaf, Municipio de Wittenburg y Municipio de Taylorsville.

### Condados adyacentes
- Condado de Wilkes - norte
- Condado de Iredell - este
- Condado de Catawba - sur
- Condado de Caldwell - oeste

## Demografía
En el 2000 la renta per cápita promedia del condado era de $38 684, y el ingreso promedio para una familia era de $45 691. El ingreso per cápita para el condado era de $18 507. En 2000 los hombres tenían un ingreso per cápita de $29 857 contra $21 868 para las mujeres. Alrededor del 8,50% de la población estaba bajo el umbral de pobreza nacional.

## Lugares

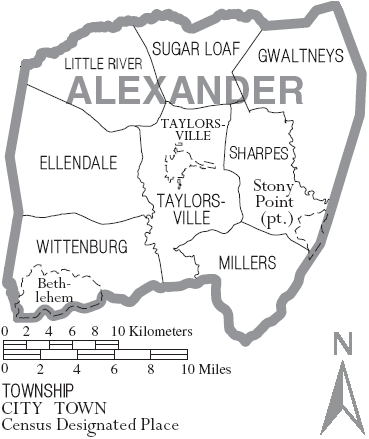
Mapa del Condado de Alexander en Carolina del Norte con sus municipios

### Ciudades
- Taylorsville

### Áreas no incorporadas
- Bethlehem
- Stony Point
- Hiddenite
- Drumstand
- Vashti
- Ellendale
- Wittenburg
- Sugar Loaf
- Little River
- Millersville